# 山上直子
山上 直子（やまがみ なおこ、1965年（昭和40年） - ）は、日本のジャーナリスト。産経新聞論説委員兼「大阪特派員」。

## 来歴・人物
1965年（昭和40年）京都府出身、同志社大学商学部卒業。1991年（平成3年）産経新聞社入社。産経新聞の僚紙「大阪新聞」経済部、産経新聞京都総局、文化部を経て論説委員。2015年（平成27年）8月から「大阪特派員」を兼務。
京都在住で、趣味もテニスや読書と並び「お茶（茶道）」。また、京都に関するコラムでは、歴史や文化、グルメからグッズに至るまで「魅力と魔力に満ちた京都をご案内」するという。なお、一時期大阪府にも住んでおり、現在、ラジオ大阪の夜の情報・報道番組「News Tonight いいおとな」に、金曜日の「アンカーマン」（コメンテーター）として出演している。

## 著書

### 共著
- 『裏千家の四季』 - 淡交社(2004年) - 茶道裏千家前家元15代汎叟宗室（千玄室、千宗室）との共著

## 出演番組

### ラジオ
- News Tonight いいおとな（ラジオ大阪）